# Perfect Strangers (serie de televisión de 1986)
Perfect Strangers (conocida como Primos lejanos en España y Dos perfectos desconocidos en Hispanoamérica) es una sitcom protagonizada por Bronson Pinchot y Mark Linn-Baker. Fue creada el 25 de marzo de 1986 por la cadena ABC y finalizó el 6 de agosto de 1993. En total cuenta con 150 episodios repartidos en ocho temporadas, cada uno dura entre 22 y 23 min. aproximadamente.

## Argumento
La serie narra la relación de Larry Appleton (Mark Linn-Baker) y su primo lejano Balki Bartokomous (Bronson Pinchot). Larry, originario de Wisconsin y procedente de una familia numerosa, acaba de mudarse a su primer apartamento en Chicago y está saboreando su primera experiencia de privacidad cuando llega Balki, un primo hasta ahora desconocido de una isla del Mediterráneo, "Mypos", con la intención de mudarse con él.
Balki, que era pastor en Mypos, interpreta lo poco que sabe sobre Estados Unidos basándose en sus propios recuerdos (a menudo fuera de contexto) de la cultura pop estadounidense.  La firma de Balki es su "Danza de la Alegría", un cruce entre el do-si-do y el hokey pokey que realiza (con Larry) para celebrar la buena suerte.
Después de rechazar inicialmente amablemente la petición de su primo de quedarse en su apartamento, el aspirante a fotógrafo Larry decide tomar a Balki bajo su protección y enseñarle sobre la vida estadounidense; a medida que pasa el tiempo, las disparidades entre los dos crean muchas desventuras y oportunidades de crecimiento. Inicialmente trabajan en una tienda de descuento y viven en un pequeño apartamento, pero con el tiempo desarrollan carreras en ascenso trabajando para un periódico respetable, se mudan a residencias más grandes, salen con dos azafatas de vuelo mejores amigas y amplían su estilo de vida a través de sus diversas experiencias; todo mientras aprende a equilibrar el entusiasmo de Balki y sus maneras myposianas con las ambiciones del mundo real de Larry y el pragmatismo estadounidense. El neurótico Larry suele ser tan inepto como Balki, si no más, y a menudo mete a la pareja en situaciones que sólo Balki puede solucionar. Las principales influencias en el programa incluyen "comedias de situación de amigos" como Laverne & Shirley  y Mork & Mindy ,  ambas producidas por el equipo de Perfect Strangers .

## Sinopsis

### Desarrollo
La serie fue una creación de Dale McRaven (cocreador de Mork & Mindy) y los productores Tom Miller y Robert Boyett. Miller afirmó que la inspiración de la serie llegó a raíz de los Juegos Olímpicos de Verano de 1984 en Los Ángeles, cuando Estados Unidos experimentó una ola de sentimiento patriótico renovado. Su idea de una comedia sobre un inmigrante en Estados Unidos fue inicialmente rechazada por las tres principales cadenas de televisión comerciales que operaban en Estados Unidos en ese momento (ABC, CBS y NBC).
En diciembre de 1984, Bronson Pinchot llamó la atención por su papel en Beverly Hills Cop como Serge, un afeminado empleado de una galería de arte con un insuperable acento extranjero. Cuando Miller y compañía propusieron a Pinchot como la estrella de su programa de inmigrantes, ABC firmó con el proyecto, originalmente titulado The Greenhorn. En ese momento, Pinchot no estaba disponible, ya que había asumido el papel de un abogado gay en la serie de la NBC titulada Sara,  junto a la estrella Geena Davis.
La serie Sara no logró encontrar audiencia y fue cancelada en mayo de 1985. Con Pinchot ahora disponible, Miller y Boyett desarrollaron el programa en serio. En noviembre pasó a llamarse Perfect Strangers y el comediante Louie Anderson fue elegido como el primo estadounidense del inmigrante. Se puso en producción un episodio piloto, pero al final Anderson no fue considerado adecuado para el papel.
El desarrollo se aceleró cuando el presidente de ABC, Brandon Stoddard, ofreció a los productores un lugar de prueba privilegiado para la primavera de 1986 entre otros exitosos programas. Después de elegir a varios actores para el papel del primo de Balki, los productores eligieron a Mark Linn-Baker, a quien habían visto recientemente como invitado en Moonlighting . Linn-Baker mostró química inmediata con Pinchot  y la serie entró rápidamente en producción. Se estrenó en ABC el 25 de marzo de 1986.

### Temporada 1 (1986)
La serie comienza con Larry viviendo solo en un apartamento en Chicago. En el episodio piloto, Balki aparece inesperadamente en la puerta de Larry y dice ser su primo lejano. Balki pronto se une a Larry como empleado en la tienda de descuento Ritz, ubicada en la planta baja de su edificio de apartamentos. Su jefe es Donald "Twinkie" Twinkacetti (Ernie Sabella), un avaro sin escrúpulos que también es su casero. Las incesantes reprimendas de Twinkacetti hacia sus dos empleados son aliviadas ocasionalmente por su esposa Edwina (Belita Moreno). En la primera temporada, la vecina del piso de arriba Susan Campbell (Lise Cutter) es la amiga platónica de Larry.
Transmitiéndose en el codiciado horario entre Who's The Boss? y Pluriempleo, Perfect Strangers fue un éxito de audiencia instantáneo en la primavera de 1986, con cinco de los seis episodios aterrizando en el top 10 semanal de programas mejor calificados de Nielsen. 

### Temporada 2 (1986-1987)
Para su segunda temporada, Perfect Strangers se trasladó a los miércoles por la noche a las 8:00 p. m. como introducción a la nueva comedia de ABC Head of the Class .
El personaje de Susan desapareció a principios de esta temporada. Larry comenzó a salir con Jennifer Lyons ( Melanie Wilson ) y Balki comenzó a salir con Mary Anne Spencer (Rebeca Arthur), después de conocerlos a través de un gimnasio local.  En episodios posteriores, se revela que ambas mujeres son azafatas que viven en el edificio de Larry y Balki.

### Temporadas 3 y 4 (1987-1989)
El comienzo de la temporada 3 a finales de 1987 encontró a Larry y Balki en un apartamento nuevo y más grande donde Balki tenía su propia habitación en lugar de dormir en un sofá plegable.  Las tomas exteriores muestran claramente un nuevo edificio de apartamentos. Los personajes nunca hicieron referencia a la mudanza, y Jennifer y Mary Anne todavía eran copropietarias del nuevo entorno.
Larry consigue un trabajo de reportero en el sótano del Chicago Chronicle , un periódico metropolitano ficticio, y ayuda a Balki a conseguir un trabajo en la sala de correo del Chronicle . Están supervisados por el exigente editor de la ciudad, Harry Burns ( Eugene Roche ). Burns sale del programa al final de la temporada 3; El editor del periódico, el Sr. Wainwright (FJ O'Neill), se presenta más adelante en la temporada 3,  y asume el cargo de jefe de Larry después de que Eugene Roche deja el programa. El Sr. Wainwright aparece durante la temporada 7. El supervisor inmediato de Balki es el jefe de la sala de correo Sam Gorpley ( Sam Anderson , quien había interpretado a un empleado de banco en el episodio de la primera temporada "Check This" en el que Balki abre su primera cuenta bancaria). Gorpley nunca simpatiza con Balki (a veces lo llama "el Mypiot") y lo insulta con regularidad. Lydia Markham es la columnista de consejos multifóbica y de piel fina del Chronicle ; La interpreta Belita Moreno , quien anteriormente había interpretado a Edwina Twinkacetti en las dos primeras temporadas. Aunque Larry permanece físicamente frente a su máquina de escribir en el sótano, se une al equipo de investigación de Marshall y Walpole (basado libremente en el famoso dúo del Washington Post formado por Woodward y Bernstein) en la temporada 4. La relación de Larry con Jennifer también madura.
Harriette Winslow (Jo Marie Payton-Francia) trabaja como ascensorista . Su marido Carl (Reginald VelJohnson) se presenta en el episodio de la cuarta temporada "Crimebusters", en el que la pareja se muda al edificio de apartamentos de Larry y Balki.
En marzo de 1988, a mitad de la tercera temporada, ABC trasladó Perfect Strangers de su exitoso horario de miércoles por la noche a los viernes por la noche a las 8:00 p. m. antes de Full House . Este fue un avance clave en la formación del bloque de comedia de los viernes por la noche de ABC que más tarde se conoció como " TGIF ". Más tarde, pasando a la ranura 9/8c los viernes por la noche en el otoño de 1989, Perfect Strangers siguió siendo un presentador de la programación de los viernes por la noche de ABC hasta que se trasladó sin éxito a los sábados por la noche en febrero de 1992.

### Temporadas 5 y 6 (1989-1991)
En el otoño de 1989, después de dos temporadas en Perfect Strangers , el personaje de Harriette recibió su propia serie derivada, Family Matters . Uniéndose a Perfect Strangers en la programación de TGIF, Family Matters finalmente duró más que su programa principal. Harriette no fue vista nuevamente en Perfect Strangers , aunque un episodio temprano de Family Matters explicó que había sido despedida como ascensorista, solo para ser recontratada como jefa de seguridad en el Chronicle . Carl se convirtió en el personaje principal de Family Matters .
Poco después del inicio de la sexta temporada, los productores intentaron agregar un personaje infantil al programa. Tess Holland, interpretada por Alisan Porter (que había protagonizado la efímera Chicken Soup de ABC el otoño anterior), fue presentada como la niña problemática, pero inmensamente linda, que vivía en el piso de arriba de Larry y Balki. Tess apareció en el segundo episodio de la temporada, "New Kid on the Block", cuando Balki acepta cuidarla, causando un revuelo tanto en casa como en el Chronicle . Si bien se suponía que Porter estaría a tiempo completo, e incluso estaba acreditada en la secuencia del título inicial del episodio, de repente la abandonaron y nunca más se la volvió a ver. El experimento de agregar un niño al elenco también fue parcialmente influenciado por la cadena, ya que la programación TGIF de ABC deseaba incorporar el grupo demográfico de niños y preadolescentes a su audiencia. Si bien el contenido de Perfect Strangers a menudo podía atraer a toda la familia, nunca había tenido niños en el elenco regular. Una infusión similar ocurrió unos meses después en el programa hermano Going Places , que también había comenzado con un tono más adulto.
Mientras que el romance de Larry y Jennifer florecía, la relación de Balki y Mary Anne avanzaba más lentamente: la pareja se acercaba mucho, pero luego retrocedía después de fugaces momentos de pasión y luego volvía al afecto. Las predicciones de muchos espectadores se hicieron realidad cerca del comienzo de la temporada 6, cuando Larry le propuso matrimonio a Jennifer,  después de sentir la competencia de su antiguo amor que intentaba cortejarla. Jennifer aceptó y en el final de temporada fijaron la fecha de la boda.  Cuando cerró la sexta temporada (1990–91), quedó claro que a pesar del inminente matrimonio de Larry, su relación con Balki de alguna manera seguiría siendo un punto focal del programa. 

### Temporada 7 (1991-1992)
Al comienzo de la séptima temporada (que se estrenó en septiembre de 1991), el matrimonio de Larry y Jennifer significó que Perfect Strangers tomaría una dirección diferente. Larry y Jennifer se mudan a una gran casa victoriana y luego descubren que no pueden pagar el alquiler sin compañeros de cuarto adicionales: Balki y Mary Anne. At midseason, Balki receives a promotion at the Chronicle, drawing a weekly comic strip based on his stuffed sheep, Dimitri.  A mitad de temporada, Balki recibe un ascenso en el Chronicle , dibujando una tira cómica semanal basada en su oveja de peluche, Dimitri.  Gorpley y Lydia hacen apariciones ocasionales a lo largo de la temporada, pero se eliminan gradualmente ya que tienen poca relevancia para las nuevas carreras profesionales de Larry y Balki.
Con Larry y Jennifer felizmente casados, la serie gira hacia la relación de Balki y Mary Anne. En los últimos episodios de la temporada, Mary Anne deja de ver a Balki y se muda de la casa.  En el final de temporada de abril de 1992, Balki y Mary Anne resuelven sus diferencias y de repente se casan; El episodio y la temporada concluyen con la pareja de camino a una larga luna de miel en Mypos y con Jennifer diciéndole a Larry que están esperando. 

### Temporada 8 (1993)
El primer episodio de la octava temporada comenzó varios meses después del final de la séptima temporada, momento en el que Jennifer está visiblemente embarazada. Balki y Mary Anne regresaron de Mypos y revelaron que Mary Anne también estaba embarazada. Para la octava temporada, las historias de Chronicle se eliminaron gradualmente y la serie centró toda su atención en la vida hogareña de los personajes. La serie terminó con un episodio de dos partes, "Up Up and Away", en el que cada una anunciaba el nacimiento de un bebé (primero Robespierre, hijo de Balki y Mary Anne, y luego Tucker, hijo de Larry y Jennifer). La última escena entra y sale de un montaje musical de escenas memorables de la serie con la melodía de " Unforgettable " de Nat King Cole . Los créditos finales mostraron al elenco inclinándose ante la audiencia del estudio con Mark Linn-Baker diciendo: "Gracias a todos por estar con nosotros. Buenas noches". Aunque no se mostró en el episodio, los coprotagonistas Pinchot y Linn-Baker hicieron la "Danza de la Alegría" para la audiencia del estudio por última vez. 

## Elenco

### Personajes principales
- Balki Bartokomous (interpretado por Bronson Pinchot): Nació en 1959. Es un cándido pastor de ovejas proveniente de la ficticia isla griega de Mypos. Es el primo lejano de Larry. Debido a que es nuevo en Estados Unidos, y no entiende bien el inglés, siempre sigue al pie de la letra lo que dice Larry, lo cual da lugar a numerosas anécdotas y equívocos que constituyen parte fundamental de los episodios. Colabora con Larry en la tienda "Ritz" y disfruta acabando las aventuras con el Baile de la Alegría. Luego trabaja en el correo del Chicago Chronicle, pasando con el tiempo a ser editor de una tira de dibujos de su querida oveja de peluche, hecha con la lana original de la oveja real, Dimitri y se casa con Mary Anne, con quien tiene un hijo llamado Robespierre, casi el mismo día que su primo Larry.
- Larry Appleton (interpretado por Mark Linn-Baker): Nació el 24 de mayo de 1954. Es un nervioso y algo neurótico residente de Chicago, quien comparte su apartamento con su primo lejano, Balki Bartokomous. Sueña con ser fotógrafo de prensa, pero se resigna a trabajar en la tienda de descuentos "Ritz", del señor Twinkacetti. Hasta que, transcurrida la serie, cumple su sueño y trabaja como reportero del diario Chicago Chronicle, donde curiosamente tiene su mesa de trabajo en el sótano al lado de Balki, que reparte el correo. Con el paso de los años ambos ascenderán de puesto, y de planta, a editores. Ya en la séptima temporada se casa con Jennifer Lyons, con quien se va a vivir a una casa tipo castillo junto con Balki y Mary Anne y posteriormente tendría un hijo llamado Larry Jr, con lo que se da por finalizada la serie.

### Otros personajes
- Jennifer Lyons (interpretada por Melanie Wilson (en inglés)) y Mary Anne Spencer (interpretada por Rebeca Arthur): Son las novias de Larry y Balki, respectivamente, que aparecen desde la segunda temporada como las vecinas del piso de arriba. Son azafatas.
- Donald Twinkacetti (interpretado por Ernie Sabella): Casero del edificio donde viven Larry y Balki, también dueño del local Ritz, de donde Larry es empleado. A Twinkacetti le gusta hacer apuestas y jugar al dominó con sus amigos, todo por dinero sin importarle la posición económica de su familia.
- Susan Campbell (interpretada por Liz Cutter): Es una vecina de Larry y Balki que aparece en la primera temporada.
- Edwina Twinkacetti: Esposa de Donald Twinkacetti.
- Harry Burns (interpretado por Eugene Roche): Aparece desde la tercera temporada como el jefe de Larry y Balki en el diario Chicago Chronicle.
- Harriette Winslow (interpretada por Jo Marie Payton-Noble): La operadora del ascensor del Chronicle en la tercera y cuarta temporada. Dejó la serie para desarrollar la suya propia: Family Matters.
- Lydia Markham (interpretada por Belita Moreno): Columnista del Chronicle, a la que Balki se refería como "Miss Lydia".
- Sam Gorpley (interpretado por Sam Anderson): Coordinador del correo y jefe de Balki.
- Mr. Wainwright (interpretado por F. J. O'Neill): Jefe de Larry en el Chronicle, luego de que Eugene Roche dejara la serie.
- Dimitri: Oveja de peluche de Balki, hecha con la lana del auténtico Dimitri.

## Emisión
| País            | Título local                          | Cadena                        | Emisión             |
| --------------- | ------------------------------------- | ----------------------------- | ------------------- |
| Estados Unidos  | Perfect Strangers                     | ABC                           | 1986-1992           |
| España          | Primos Lejanos                        | Canal+, Antena 3, Cuatro, FDF | 1990-1995-2009-2011 |
| Chile           | Dos Perfectos Desconocidos            | Canal 13                      | 1988-1996           |
| Perú            | Dos Perfectos Desconocidos            | Red Global Canal 13           | 1989-1992           |
| México          | Dos Perfectos Desconocidos            | Red Nacional 13 Imevisión     | 1989-1991           |
| Hispanoamérica1 | Dos Perfectos Desconocidos            | Nick at Nite                  | 2006-2007           |
| Brasil          | Primo Cruzado                         | Rede Globo, Nick at Nite      | 1987, 2006          |
| Francia         | Larry et Balki                        | Canal+                        | 1988                |
| Indonesia       |                                       | TVRI                          | 1988-1994           |
| Alemania        | Ein Grieche erobert Chicago           |                               |                     |
| Bulgaria        | Напълно непознати                     |                               |                     |
| Rumania         | Vărul din străinătate                 |                               |                     |
| Italia          | Barki e Larry: Due perfetti americani |                               |                     |
| Eslovaquia      | Perfektni Pribuzni                    |                               |                     |
| Países Bajos    | Volmaakte vreemden                    |                               |                     |
| Turquía         | Muhteşem İkili                        | TRT                           | 1987-1993           |

## Detalles
- En su país de origen la serie pasó en su emisión original por 2 cadenas. Primero fue estrenada por ABC en 1986 en el bloque TGIF (Thank God It's Friday), donde se mantuvo hasta 1992 cuando pasó al bloque I Love Saturday Night de la misma cadena. Luego fue emitida por Nick at Nite, USA Network y cadenas locales vía sindicación.

- En 2006 la cadena rusa Ren TV lanzó un remake de Perfect Strangers protagonizado por Andrei, de una remota ex-república soviética, quien se va a vivir con Ivan, un residente moscovita.

- En el doblaje alemán, Balki es griego y Mypos una isla de ese país.

- En Brasil, Balki fue renombrado Zeca (un apodo local) Taylor y su nacionalidad fue cambiada a brasileño del interior del estado de Minas Gerais, en un intento de acercar la serie al público local. Incluso el nombre de la serie cambia, pasando a titularse Primo Cruzado.

- Larry se fue de Los Ángeles hacia Chicago para concretar su carrera como periodista, por lo que su apellido se inspiró en la ciudad de Appleton, Wisconsin.

- El tema central de la serie se llama Nothing's Gonna Stop Me Now (Nada me detendrá ahora), escrita por Jesse Frederick y Bennett Salvay e interpretada por David Pomeranz.

- El tema de la serie fue usado como apertura y cierre del episodio de Los Simpson, Treehouse of Horror XV. Además, en el episodio Barting Over, Bart y Lisa ven a un Balki ficticio que le entrega un anillo de matrimonio a una cabra, así como un Balki bailando en el tocador. Larry exclama, "Balki, ¡estás bailando en el retrete!", a lo que Balki responde, "¿Nunca has oído hablar del Flushdance?".

- La serie Family Matters es un spin-off de Perfect Strangers. El personaje principal (Harriette Winslow, interpretada por Jo Marie Payton-Noble) apareció en la tercera y cuarta temporada de Perfect Strangers, como una operadora de ascensores del diario Chicago Chronicle, donde trabajaban Larry y Balki.

- En 2017 "Bronson Pinchot" y "Mark Linn-Baker" retomaron sus papeles de Balki y Larry en un sketch en el programa de "Jimmy Kimmel"" llamado "Perfect Stranger Things" en colaboración con el cast masculino infantil de el popular programa original de  "Netflix" "Stranger Things" ( "Noah Schnapp"; "Finn Wolfhard"; "Gaten Matarazzo" y "Caleb McLaughlin")